# Iulius Placidianus
Iulius Placidianus war ein römischer Senator im 3. Jahrhundert; er befehligte im Jahr 269 als praefectus vigilum die Stadtwachen Roms, amtierte in der ersten Hälfte der 270er Jahre als Prätorianerpräfekt und war im Jahr 273 Konsul.

## Laufbahn
Auf einer 269 gesetzten Inschrift aus Grenoble, die dem Kaiser Claudius Gothicus gewidmet ist, führt er den Rangtitel vir perfectissimus und hat das Amt des praefectus vigilum inne, tritt aber als Kommandant von Truppen (vexillationes adque equites) auf. Dass ein Kommandant der römischen Stadtwachen (vigiles) militärische Einheiten befehligte, war die absolute Ausnahme und hing möglicherweise mit einem vorübergehenden Manöver zur Abwehr der Goten in der Provinz Gallia Narbonensis zusammen. Andererseits wurde vermutet, dass Placidianus bereits in diesem Jahr gegen das Gallische Sonderreich ins Feld zog, was wiederum möglicherweise den pro-römischen Aufstand der Bürger von Autun ungefähr zur gleichen Zeit hervorrief.

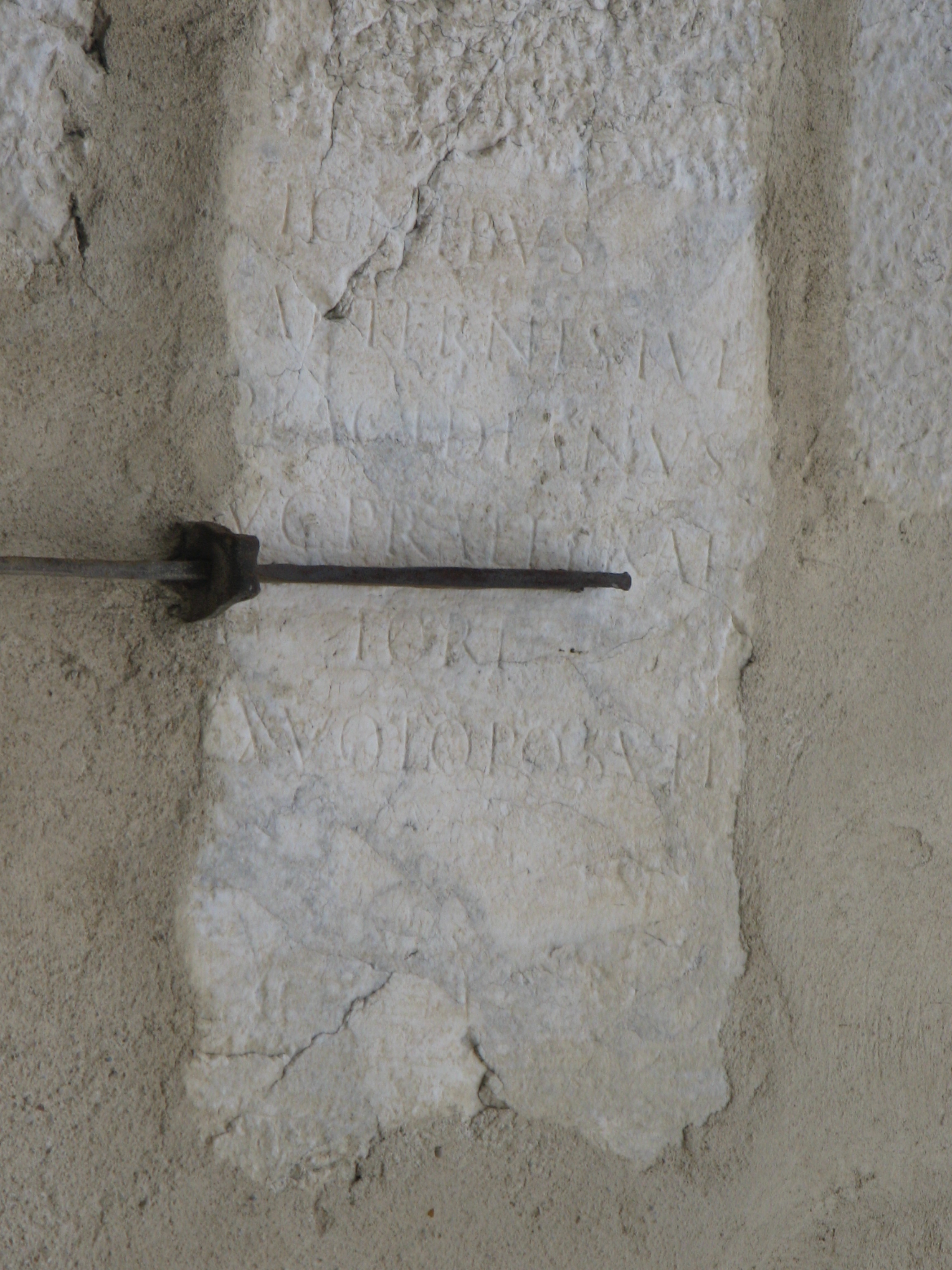
Weihinschrift des Iulius Placidianus aus Die, wiederverwendet als Baumaterial der dortigen Kirche

Auf einer weiteren, allerdings undatierten Inschrift ist Iulius Placidianus zum vir clarissimus erhoben worden und hat nun das Amt des Prätorianerpräfekten inne. Da der Stein in Die, nicht weit von der ersten Inschrift, gefunden wurde, scheint er nicht lange nach dieser aufgestellt worden zu sein, also entweder noch unter Claudius Gothicus oder unter dem 270 an die Macht gekommenen Kaiser Aurelian. Möglicherweise besteht ein Zusammenhang zwischen der Widmung dieser zweiten Inschrift an die Gestirne (ignibus aeternis, wohl Sonne und Mond) aufgrund eines Gelübdes (ex voto) und der großen Bedeutung, die dem Sonnengott Sol unter dem neuen Herrscher zukam. Wenn Placidianus nicht bereits 269 gegen das Gallische Sonderreich vorgegangen war, richtete sich spätestens diese Mission gegen den dortigen Gegenkaiser Victorinus. Peter Jacob zufolge hat er Kaiser Aurelian noch im Jahr 270 im Anschluss an seine Missionen in Gallien nach Pannonien begleitet und dort möglicherweise die Gunst des Imperators erworben.
273 hatte ein Placidianus zusammen mit einem gewissen Tacitus (möglicherweise dem späteren Kaiser Marcus Claudius Tacitus oder wahrscheinlicher Aulus Caecina Tacitus) den ordentlichen Konsulat inne. Es gilt als sicher, dass es sich bei diesem Konsul um denselben Mann handelt, der auch von den beiden Inschriften aus Südfrankreich bekannt ist, anscheinend das Vertrauen des regierenden Kaisers besaß und nun in den Senat aufgenommen worden war. Vermutlich behielt er sogar das Amt des Prätorianerpräfekten während seiner Konsulatszeit; umstritten ist allerdings, ob er als Prätorianerpräfekt automatisch in den Senat aufgenommen worden war oder ob dafür eine gesonderte Aufnahme durch den Kaiser (adlectio) nötig war.
Einer anderen Forschungsmeinung zufolge entstammt die zweite Inschrift aus Die erst den Jahren 273/274. Dieser Datierung liegt die Annahme zugrunde, dass man nur als Senator vir clarissimus habe werden können. Placidianus habe also das eigentlich ritterliche Amt des Prätorianerpräfekten bis mindestens zur Setzung der Inschrift um 274 beibehalten, sei aber währenddessen schon in den Senat aufgenommen (und für das Jahr 273 zum Konsul erhoben) worden. Genauso könnte er den Konsulat auch in Abwesenheit und nur nominell innegehabt haben, während er in Gallien weiter gegen die dortige Separationsbewegung vorging.